# Beatlemania

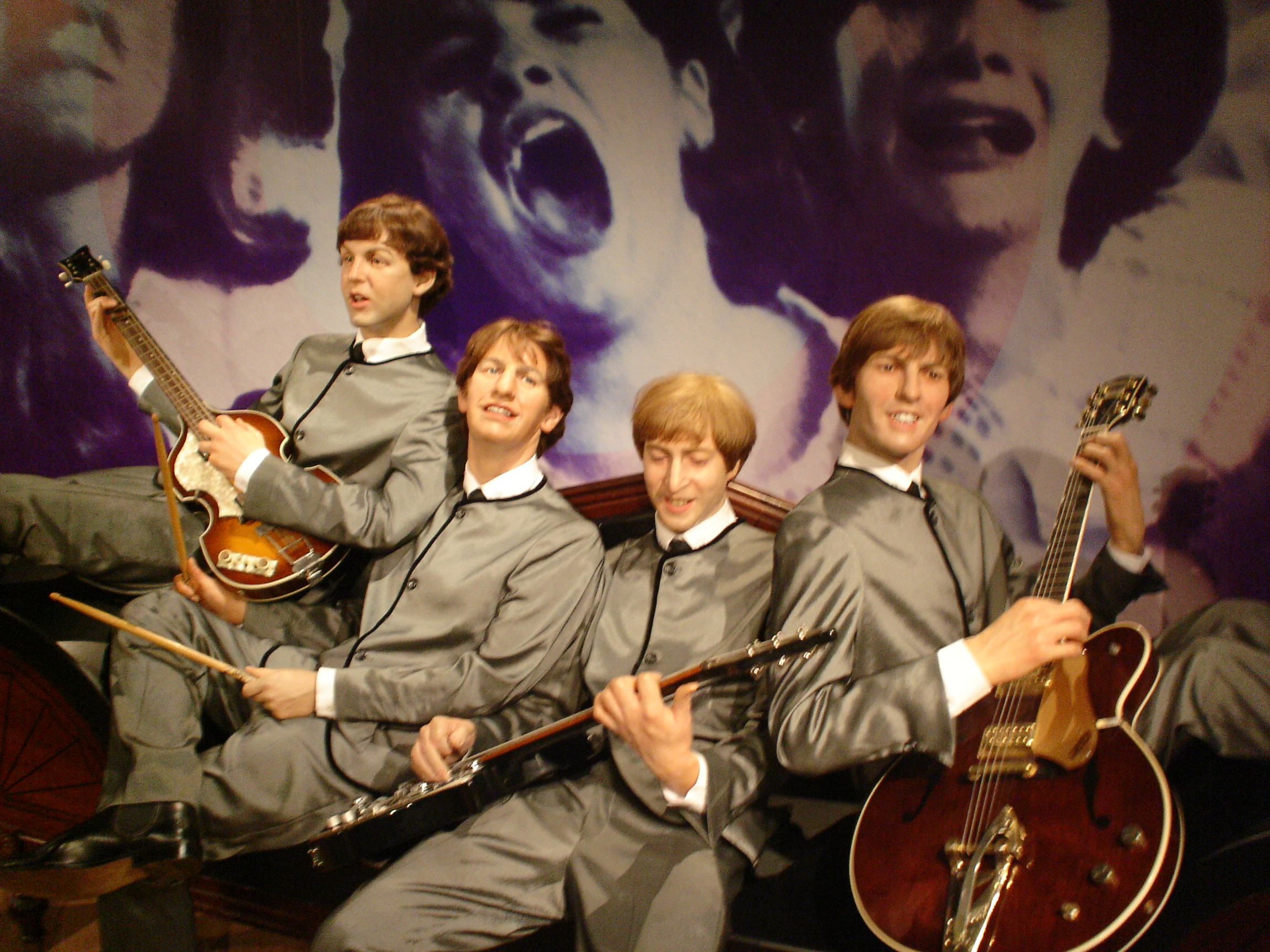
Bonecos de cera dos Beatles numa exposição em Londres, Inglaterra, de bonecos de cera de pessoas influentes do Reino Unido. Paul McCartney, Ringo Starr, John Lennon e George Harrison (esq. para direita). Note atrás dos bonecos fotografias de típicas fãs dos Beatles no auge da beatlemania.

Beatlemania é um termo criado originalmente para descrever o intenso frenesi dos fãs dos Beatles, demonstrado principalmente por garotas adolescentes, nos locais em que a banda se apresentava durante seus anos iniciais de sucesso. O termo adquiriu um significado mais amplo, referindo-se ao forte interesse mundial pela banda.  

## História
O dia 13 de Outubro de 1963 pode ser considerado o início da Beatlemania, quando o grupo participou do show "Val Parnell's Sunday Night at the London Palladium, transmitido ao vivo pele rede de televisão ATV para 15 milhões de telespectadores. Os telejornais exibiam as manifestações das fãs enlouquecidas, o que recebeu o nome de "Beatlemania". Os Beatles tocaram apenas duas músicas, "She Loves You" e "Twist and Shout".
A rua em volta do Palladium foi cercada pelos fãs, que gritavam sem parar. Os Beatles quase não conseguiram fazer a passagem do som. Outras redes de televisão apareceram para noticiar os acontecimentos e, na saída do show, o grupo quase foi esmagado pela multidão.
Todos os jornais da Inglaterra noticiaram nas primeiras páginas a confusão da noite anterior, ocorrida antes, durante e depois do evento. Nada foi escrito sobre o show em si; tentava-se explicar somente o comportamento dos fãs. A palavra "Beatlemania" aparecia pela primeira vez na mídia. A partir daquele momento os Beatles passaram a ser muito procurados para entrevistas. Aproveitando a fama mundial da banda, foi lançado em Novembro de 1963 o álbum With the Beatles, que prosperou com hits como All My Loving. Em 1964 é lançado o filme A Hard Day's Night acompanhando com o lançamento do álbum homônimo (até então os Beatles eram a única banda a ter um longa-metragem), o álbum prosperou hits como I Should Have Known Better, no Brasil, foi intitulado Os Reis do Iê, Iê, Iê. Nos longas-metragens também houve Help!, também acompanhado por um álbum de mesmo nome. Os Beatles conseguiram chegar ao topo das paradas do mundo inteiro, quebrando record's de audiência, vendas e público.

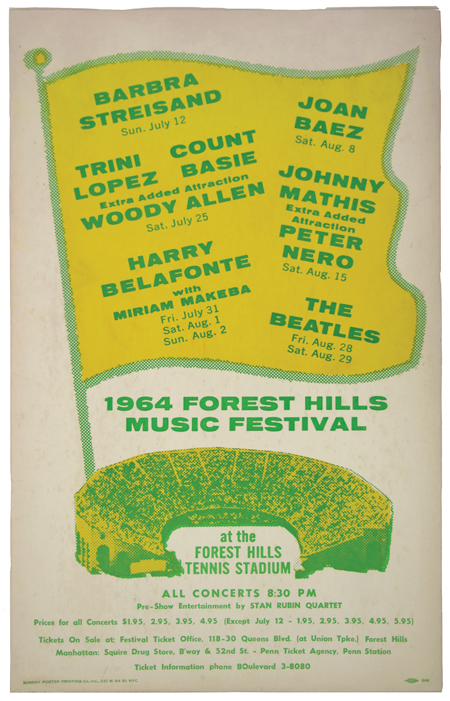
Poster raro de 1964, auge da Beatlemania.

A "Beatlemania" durou tecnicamente até o álbum Rubber Soul, de 1965 o sexto álbum da banda. As músicas ficavam cada vez mais difíceis de serem tocadas, por conta da maior sofisticação. A fama intensa acabou "cansando" o quarteto, e ainda mais após a polêmica entrevista que John Lennon citou Jesus Cristo, gerando revolta em alguns lugares que a banda passava. Após esse caos, os Beatles desistiram de fazer qualquer turnê mundial, e para a crítica isso seria o fim da banda. Sem a obrigação de tocar, isso ilimitou o repertorio de criação, letras e principalmente os instrumentos, criando músicas que para Paul McCartney, tinham de ser "algo que as pessoas não estivessem acostumadas ao ouvir". O quarteto revolucionário surpreendeu em 1966 com o álbum Revolver, que marcou o fim da Beatlemania, e deu o inicio ao rock psicodélico, que se estendeu na obra-prima Sgt. Pepper's Lonely Hearts Club Band, de 1967, Magical Mystery Tour, álbum relançado em 1976 cujas gravações são de 1966 e 1967. E ainda influenciando Yellow Submarine, Trilha-sonora lançada do filme de mesmo título. Entre outras faixas avulsas e diversos álbuns.